# Wolna Droga
Wolna Droga – polski dwutygodnik o tematyce transportu i techniki kolejowej. W latach 1981–1983 dwutygodnik nosił nazwę "Semafor".

## Historia
W latach 1983–1984 i 1987–1989 wydawany z przerwami we Wrocławiu (1985-1986 wyszły tylko 2 numery). W 1988-1989 był wydawany we współpracy z RKS „Solidarność” Dolny Śląsk i Towarzystwo Kursów Społecznych (nr. 2 (9) – 3 (10) z 1989 wydane przez Towarzystwo Kursów Społecznych, nr. 4 (11) – 5 (12) z 1989 przez RKW „Solidarność” Dolny Śląsk; podtytuł: „Pismo NSZZ «Solidarność» Kolejarzy Okręgu Wrocław”). Od stycznia 1994 roku wydawany przez wydawnictwo SOLKOL Sp. z o.o. z siedzibą we Wrocławiu.

## Organizacja
Funkcję redaktora naczelnego pisma sprawowali:
- Krzysztof Ciurej: do 1984
- Konrad Rutkowski: styczeń 1994 – luty 1996
- Jerzy Dul: marzec 1996 – kwiecień 1998
- Mirosław Lisowski: od maja 1998

## Historia

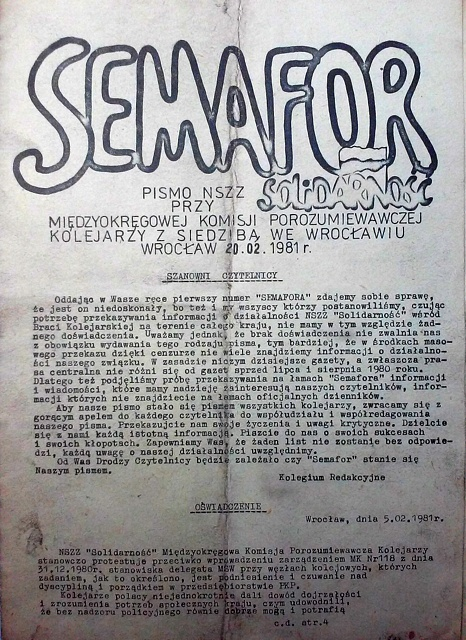
Semafor – pismo NSZZ „Solidarność” Międzyokręgowej Komisji Porozumiewawczej Kolejarzy we Wrocławiu

Powstanie „Solidarności” w 1980 roku spowodowało rozszerzenie działalności wydawniczej. Wśród nich można wymienić wydawnictwa:
1. Biuletyn Informacyjny Wschodniej DOKP Lublin "Solidarność Kolejowa"
2. Biuletyn Informacyjny Jednostek Zaplecza Kolei Warszawa
3. Wolna Droga. Biuletyn Informacyjny Śląskich Kolejarzy
4. Właściwy Tor. KZ NSZZ Solidarność Stacja Poznań Główny
5. Solidarność Kolejarzy Rozwadowskich węzła Stalowa Wola – Rozwadów.

Pierwszy numer „Semafora” ukazał się 20 lutego 1981 r. Do grudnia 1981 r. ukazało się 16 numerów. Wydawanie czasopisma przerwane zostało wprowadzeniem stanu wojennego. W 1983 r. „Semafor” został przekształcony w „Wolną Drogę”. Pierwszym redaktorem naczelnym został Zygmunt Sobolewski. Zmiana nazwy miała na celu zmylenie Służby Bezpieczeństwa, która penetrowała podziemie solidarnościowe.
„Wolna Droga” ukazywała się regularnie w latach 1983–1984. W latach 1985–1986 ukazywały się rocznie po dwa numery. W latach 1987–1989 powrócił ponownie jako dwutygodnik. W latach 1989–1993 „Wolna Droga” ukazywała się jako pismo okręgowej Sekcji Kolejarzy NSZZ „Solidarność” przy Regionie Dolny Śląsk. Magazyn ukazywał się w cyklu dwutygodniowym. Od stycznia 1994 roku pismo stało się miesięcznikiem. W 1994 roku na II Sesji IV Walnego Zgromadzenia Delegatów Sekcji Krajowej Kolejarzy NSZZ „Solidarność” podjęto decyzję o przekształceniu „Wolnej Drogi” w pismo informacyjne Sekcji Krajowej Kolejarzy. W listopadzie 1998 r. ukazał się jubileuszowy 250 numer „Wolnej Drogi”. Na okładce pokazano pierwszy numer „Semafora” z hasłem: „Światło nadziei”, nawiązującym do początku lat osiemdziesiątych.
W połowie 1999 roku „Wolna Droga” stała się ponownie dwutygodnikiem. 29 maja 2020 roku ukazał się 800 numer. 23 lutego 2001 ponownie ukazał się 300 numer pisma, jednocześnie pierwszy w wydaniu internetowym na stronie: www.wolnadroga.pl.. Pod tym adresem publikowane są wszystkie wydania „Wolnej Drogi” począwszy od numeru 300-ego.
Wśród redaktorów „Wolnej Drogi” znaleźli się:
- Mirosław Lisowski,
- Aleksander Wiśniewski,
- Adam Dyląg,
- Zbigniew Wolny,
- Krzysztof Wieczorek,
- Przemysław Noworzyń.

Z dwutygodnikiem współpracowali:
- Krzysztof Derdowski,
- August Wnęk,
- Roman Guzek,
- Piotr Król.

Od wielu lat współpracę kontynuują:
- Piotr Świątecki,
- Magdalena Talik,
- Jan Mosiński.

Do zespołu redakcyjnego dołączyli także Paweł Skutecki, Krzysztof Wieczorek i Krzysztof Drozdowski.

## Tematyka
Dwutygodnik porusza tematy szeroko związane z kolejnictwem oraz historią NSZZ „Solidarność” na kolei i podzielony jest na kilka działów tematycznych:
- Z trzeciej strony,
- Wydarzenia,
- Kolej na kolej,
- Kolej na prawo,
- Kalejdoskop
- Kolej na Solidarność,
- Poza koleją.